# Trofisk kaskade
Trofiske kaskader forekommer, når rovdyr i en fødekæde påvirker deres byttedyrs adfærd og/eller antal, således at byttedyrenes føde får bedre leve- og vækstvilkår. Hvis, eksempelvis, der kommer flere store rovfisk i en sø, vil det gå ud over de mindre fisk, der spiser zooplankton (der bliver færre af dem, og de bliver mere sky). Dette fører så til mere zooplankton, hvorved zooplanktonens føde, typisk fytoplankton, bliver udsat for et større jagttryk. 
Teorien om trofiske kaskader har ført til ny forskning i mange af økologiens emner. Trofiske kaskader har også betydning for forståelsen af, hvad der sker, når man fjerner toprovdyr fra fødekæden, som mennesket har gjort mange steder gennem jagt, fiskeri og ødelæggelse af habitater.

## Oprindelse og teori
Aldo Leopold menes at være den første til at beskrive den trofiske kaskade ud fra sine observationer af bjergskråninger, hvor udryddelsen af ulve havde givet hjortene mulighed for overgræsning. Nelson Hairston, Frederick E. Smith og Lawrence B. Slobodkin bragte konceptet ud i den større videnskabelige diskurs, og hævdede at rovdyr begrænser mængden af planteædere og dermed giver planter mulighed for at klare sig bedre. Denne hypotese lægger vægt på rovdyrenes rolle og de deraf afledte virkninger. Tidligere har man mere set på produktionsvinklen, som forenklet går ud på at mængden af næring til producenterne determinerer de øvrige populationers størrelse.
Hairston, Smith og Slobodkin hævdede at økologiske fællesskaber fungerede som fødekæder med tre trofiske niveauer. Senere modeller har udvidet argumentationen til også at gælde med flere eller færre trofiske niveauer.

## Kritik
Eksistensen af trofiske kaskader er ikke kontroversiel, men økologer diskuterer, hvor udbredte de er. Kritikpunkter omfatter:
1. Planter har adskillige forsvar mod planteædere, som begrænser planteædernes pres på plantepopulationen.[5]
2. Planteæderpopulationer påvirkes ikke blot af føde og jagt, men også af yngelplads og territoriestørrelse.[5]
3. For at tropiske kaskader kan være et alment mønster, skal der generelt være tale om fødekæder med klart definerede trofiske niveauer. Imidlertid er det almindelige billede mere komplekse fødenet. Her er rovdyrene indplaceret på flere niveauer (de er omnivore), mange organismer har forskellig kostsammensætning på forskellige tidspunkter i livet, der findes kannibalisme, og der tilføres næring fra andre miljøer, hvad der altsammen gør de trofiske niveauer mere uklare.[6]

## Klassiske eksempler
Nogle af de kendteste eksempler på trofiske kaskader i akvatiske økosystemer er:
1. I nogle nordamerikanske søer er der en balance mellem rovfisk, zooplanktonspisende fisk, zooplankton og fytoplankton. Fjernes rovfiskene, vil de zooplanktonspisende fisk spise næsten al zooplanktonet, hvorved fytoplanktonet kan trives og det ellers klare vand bliver algegrønt.[7]
2. I Eel River i det nordlige Californien er der større fisk, der spiser insekter. Disse insekter spiser blandt andet myggelarver, og myggelarverne spiser alger. Fjernelse af de større fisk gavner de myggelarvespisende insekter, hvorved algerne får gode kår.[8]
3. I tangskove i Stillehavet spiser havodderne blandt andet søpindsvin. Hvor havodderen er udryddet, kommer der så mange søpindsvin, at tangskoven bliver spist i bund.[9][10]